# Johann Dietrich von Rosenbach
Johann Dietrich von Rosenbach (* 25. März 1581; † 8. Mai 1656 in Königstein im Taunus) war kurmainzischer Rat und Oberamtmann in Königstein im Taunus.

## Familie
Johann Dietrich von Rosenbach war der Sohn von Dietz von Rosenbach (* 1528) und dessen Frau Walburger von Karsbach. Er heiratete am 27. Mai 1606 in erster Ehe Susanna Regina von Knöringen. Sein ältester Sohn Johann Hartmann von Rosenbach (* 15. Dezember 1609; † 19. April 1675) wurde Bischof von Würzburg. Sein zweiter Sohn Heinrich Adam von Rosenbach (* 27. August 1611; † 26. Juli 1638) wurde Domherr in Würzburg, trat dann aber in kaiserliche Dienste. Der dritte Sohn, Philipp Christoph (* 1. Januar 1613; † 19. Oktober 1681), wurde Propst des Klosters Blankenau. Die 1617 geborene Tochter Anna Christina wurde nur ein Jahr alt.
1636 heiratete er in zweiter Ehe Anna Maria von Kronberg (* 1. Oktober 1609), eine Enkelin des Königsteiner Oberamtmanns Johann Reichard Brömser von Rüdesheim. Aus dieser Ehe ging nur ein Sohn hervor, der 1642 im Alter von 3 Jahren an den Blattern starb.

## Leben
Johann Dietrich von Rosenbach wurde Ganerbe in Lindheim und in Staden und 1624 Burgbaumeister der Burggrafschaft Friedberg. Er wurde Kurmainzer Amtmann in Amt Amöneburg und am 9. August 1636 Oberamtmann des kurz davor wieder gewonnenen Oberamtes Königstein. Er wirkte 20 Jahre bis 1656 als Oberamtmann. Er veranlasste die Gründung des Kapuzinerklosters Königstein 1646.